# Gynodiastylis ornata
Gynodiastylis ornata är en kräftdjursart som beskrevs av Hale 1946. Gynodiastylis ornata ingår i släktet Gynodiastylis och familjen Gynodiastylidae. Inga underarter finns listade i Catalogue of Life.